# Hemfiliense
La etapa norteamericana de Hemfiliano en la escala de tiempo geológico, es la etapa de la fauna de América del Norte según la cronología de las edades de los mamíferos terrestres de América del Norte (NALMA), generalmente establecida entre 10 300 000 y 4 900 000 años AP. Por lo general, se considera que se superpone a la edad tortoniana del Mioceno tardío y la edad Zancliense del Plioceno temprano. El Hemfiliano es precedido por el Clarendoniano y seguido por los escenarios Blanquense y NALMA.
El Hemfiliano se puede dividir en subetapas:
- Hemfiliano tardío/superior: fuente del límite inferior de la base del Hemfiliano (aproximada).
- Hemfiliano tardío temprano: Fuente del límite inferior de la base del Hemfiliano (aproximada). Fuente del límite superior: base del Blanquense.
- Hemfiliano temprano: Fuente del límite superior: base del Blanquense (aproximada).